# GRIMM/グリム
『GRIMM/グリム』（原題： Grimm ）は、アメリカ合衆国のサスペンスファンタジー・刑事ドラマ。グリム童話のキャラクターたちが実在するという設定の、現代世界におけるダーク・ファンタジーである。

## 概要
本作は、ホラーとダーク・ファンタジーの要素を取り入れた犯罪捜査ドラマである。主人公は、グリム一族の末裔で、ポートランド警察署殺人課の刑事。基本的に1話完結方式で、”ヴェッセン”（独： Wesen 、「生物」「存在」「本性」などの意）と呼ばれる種族（魔物）たちが関わる殺人事件、種族間の確執、そしてグリム一族にまつわる歴史上の出来事などが描かれる。また、人名・種族名や用語にドイツ風の（またはそれらしく聞こえる）命名がなされている。
毎回、冒頭では、その回のモチーフとなる童話などからの一節が引用表示される。『グリム童話』のみでなく、世界中のさまざまな文学・説話がモチーフとして用いられているが、童話本来のダークでグロテスクな要素にアクションとユーモアを加えた、大人向けの内容になっている。
クリエイターはスティーヴ・カーペンター、デヴィッド・グリーンウォルトおよびジム・カウフ。グリーンウォルトとカウフが共同ショーランナーを務める。主演はデヴィッド・ジュントーリ。
NBC系列で、2011年10月28日に放送開始となった。2017年3月31日、13話に短縮された最終シーズン6の放送が終了し、放送は完結した。
放送枠はたびたび移動している。第1シーズンは全て、金曜夜に放送された。第2シーズンは2012年8月13日から4回にわたって月曜枠で放送されたのち小休止に入り、同9月28日に金曜枠で再開され、2013年4月30日から同5月21日のシーズン最終話までは火曜枠で放送された。第3シーズン、第4シーズン、第5シーズンは金曜枠で放送された。
日本では、2013年5月28日からスーパー!ドラマTVにおいて、シーズン1、2、3が火曜に、シーズン4と5は金曜に放送されている。ファイナル・シーズン6は2018年5月9日から水曜に放送された。

## あらすじ

### シーズン1のあらすじ
緑豊かなオレゴン州のポートランド市警察殺人課に務めるニック・ブルクハルト刑事（デヴィッド・ジュントーリ）は、ある日、人間の中に異形の顔を隠し持つ者たちが紛れ込んでいることに気づく。癌で余命いくばくもない、おばのマリー・ケスラー（ケイト・バートン）から、彼らは”ヴェッセン”と呼ばれる者たちで、その真の姿を見ることができるのは、グリム一族のみだと知らされる。ニックはグリム一族、すなわちモンスター・ハンターの末裔であり、グリム童話は単なる伝説・説話ではなく、グリム対魔物の戦いの記録なのだという。そして、ニックはマリーから、グリム一族に伝わる書物・武器・薬類などを保管してあるトレーラーを譲り受ける。分厚い書物類には、数々の魔物が網羅されており、その外見・特殊能力・退治方法が記されている。その多くは英語やドイツ語で書かれているが、中にはラテン語などで書かれた記録もある。
魔物にもさまざまな種族がおり、種族によって凶暴だったり臆病だったりする。凶悪犯罪の犯人は凶暴な種族であることが多い。グリム童話で”悪い狼”（en:Big bad wolf）とされているのは”ブルッドバッド”という種族である。ニックは、捜査の過程で、モンロー（サイラス・ウィアー・ミッチェル）という名の善良なブルッドバッドと知り合う。モンローは魔物社会に精通しており、ニックをたびたび助けてくれるようになる。
ニックは、ポートランド署の捜査パートナーであるハンク・グリフィン刑事とともに、自分の素性と特殊能力を隠しながらさまざまな怪事件の捜査にあたり、同時に裏ではモンローとともにグリムとして魔物たちと戦う。
ニックの恋人のジュリエットはヘクセンビーストのアダリンドに毒を盛られて昏睡状態となる。死んだはずのニックの母親のケリーが姿を現す。

### シーズン2のあらすじ
マリー叔母さんが死ぬ前に託した鍵を狙う王家の狙いが分からないため、何の鍵かニックは探ろうとするが不明である。
アダリンドの策略によって陥った昏睡から目覚めたジュリエットはニックの記憶を失っており、ニックの上司のレナード警部(王族とヘクセンビーストの混血)と互いに執着する。ジュリエットとレナード警部との関係に気がついたニックは、二人と関係が悪化するが、アダリンドが仕掛けた呪いのせいだと判明した後は、皆で協力して解決しようと取り組む。
18年ぶりに再会した母親と共に、ザキントスのコインを狙う者や、王家の手先と戦うニックだったが、そのせいでFBIに関与を疑われたため、ニックの母は再び去らなければならなくなる。
ハンクは魔物のヴォーガを見てしまって酷いトラウマを抱えていたが、高校からの友人から誘拐された娘の捜索を頼まれた際にニックがグリムだということ、ヴェッセンの存在を知ることとなり、ヴェッセンが絡む怪事件をニックと共に解決していくこととなる。
王家の支配を逃れるためにずっと長い間ニックが持つ鍵を狙っていたレナード警部は、ニックのデスクから鍵を盗んだが、グリムを味方にしたほうが鍵を手に入れるよりも重要だと思ったため、ニックと衝突した後に鍵を返す。アダリンドは王家の手先としてポートランドへ戻ってきて、フントイェガーをメンバーとするフェラートを使ってハンクを襲撃させたり、鍵を手に入れるために色々と企むが、その過程でレナード警部と一夜を共にしたことで、王家の血筋を継ぐ娘を妊娠する。
レナード警部との関係と、記憶を失ったためにニックとの関係が悪化していたジュリエットだったが、アダリンドのかけた呪いが解けたことによりニックの記憶を徐々に取り戻し、昏睡する前にニックが説明しようとしていたグリムについて、ヴェッセンについて知ることとなり、ニックとの関係を取り戻す。
レナード警部の兄のエリック王子がポートランドを訪れ、クラシェイ・モーテルというヴェッセンの能力でポートランドはゾンビだらけになり、その隙にグリムを奴隷化するためニックをゾンビに変え、ニックは棺に納められて飛行機で連れ去られる。

### シーズン3のあらすじ
ゾンビ化したニックが乗せられた飛行機が墜落し、ニックはゾンビ化したままバーなどを訪れて暴れ、ロザリーらの助けを得て通常に戻ったが、ニックが暴れた先で人が死んでしまったことが後で分かる。人を殺してしまったニックは罪悪感に苦しみ、自首しようとしたりするが、ヴェッセンなら大勢殺してきただろうとレナード警部に言われて我に返る。レナード警部はエリック王子が直接仕掛けて来たことを懸念し、マイズナーに命じてエリック王子を暗殺させる。
レナード警部との子を妊娠したアダリンドは、王族の血を引く娘の存在を盾にして、魔力を取り戻そうと、長く苦痛の伴う汚濁の儀式を行なう。王族にアダリンドが捕まると踏んだレナード警部の指示で、マイズナーはアダリンドを連れ出して一緒に逃げるが、スイスの森の小屋でアダリンドが産気づき、マイズナーが赤ん坊を取り上げる。妊娠中の汚濁の儀式や、ヘクセンビーストとザウバービーストの間に出来た子どもだということなどで、生まれた娘ダイアナは地球上で最も力を持つほどの特別な存在になる。
強大な力を持つダイアナは大いなる善にも悪にも成り得るため、普通の子供時代を送る必要があると考えたケリーは、ダイアナを連れ出して育てることにする。娘を王家に奪われたと考えたアダリンドは、ヴィクトル王子の指示で、ニックのグリムの能力を奪うべく、レナード警部のもとに身を寄せつつ色々画策する。
若い女性のグリムであるトラブルが現れ、ニックとジュリエットと共に暮らし始める。モンローとロザリーは結婚を決める。
モンローとロザリーの結婚式当日、ジュリエットに化けたアダリンドは、グリムの能力を奪うためにニックと寝る。ニックが能力を失うと気付いたレナード警部は、ニックの家に駆けつけるが、FBI捜査官でフェラートであるスチュワートに玄関先で三度も撃たれ、瀕死の重傷を負う。

### シーズン4のあらすじ
ニックはグリムの能力を失い、ヴェッセンが見えなくなったためトラブルに協力を求めなければならなくなる。レナード警部はスチュワートに撃たれた傷で死ぬが、そこに現れた母エリザベスがヘクセンビーストの力を使ってレナード警部を蘇生させる。レナード警部の母エリザベスは協力的な魔女で、ニックがグリムの能力を取り戻すために協力してくれるが、今度はジュリエットがアダリンドの姿に化けてニックと寝るという魔術なので、副作用などを心配したニックは、なかなか決心がつかない。
モンローとロザリーの結婚を知った、別種婚を忌み嫌うヴェッセンラインという集団が、モンローとロザリーへの嫌がらせを始めたことを知ったニックとジュリエットは、ニックをグリムに戻すべく、魔術を試す。ニックは再びグリムに戻るが、その副作用としてジュリエットがヘクセンビーストになる。ニックに嫌悪されることを恐れたジュリエットは、なかなかニックに打ち明けられず、生まれつきザウバービーストであるレナード警部を頼る。
前シーズンで恐ろしい怪物アスワングを目撃し、トラウマに悩んでいたウー巡査だったが、トラブルの出現などでニックとハンクに不信感を多少感じるようになっていた。チュパカブラの目撃により更に追い詰められたウーだったが、ニックがグリムであり、ウーが目にしたものはヴェッセンという魔物たちで、見たものは真実だと知り、トラウマを乗り越えてニックたちの仲間入りをする。
モンローがヴェッセンラインに誘拐され、磔にされて焼き殺される寸前に、ニックやハンクたちが駆けつけ、モンローは寸でのところで命が助かる。
アダリンドはヨーロッパで、レナード警部の従兄のヴィクトルに囚われる。ダイアナを探すためにポートランドに戻るが、その際ニックの子を宿していることを知る。ヘクセンビーストとしてのパワーに魅せられ、人間性を失ったジュリエットは、アダリンドへの復讐に燃え、彼女を付け回すが、ニックがアダリンドとお腹の子を守ろうとしたために怒り、王家のケネス王子につく。
ヘクセンビーストである母に蘇生してもらったことで、切り裂きジャックの霊をあの世から連れてきてしまったレナード警部は、自分の知らないうちにジャックに操られ、連続殺人を引き起こすが、ニックとハンク、ウーらの活躍によってジャックの霊をあの世に戻すことに成功する。
ケネスはジュリエットを使ってニックの母ケリーをハメて、ニックの身が危険だと思わせ、ダイアナを奪いケリーを殺す。ニックは母の仇を討ち、ケネスを私刑に処す。レナード警部とハンクは、犯人探しに躍起になっていたポートランド市警に、ケネスが死んだ犯人だと思わせることにする。
王とダイアナと共にヘリコプターで逃げたと思われたジュリエットが、ニックの家に現れ、ニックは母を殺されたことで激怒しジュリエットを絞め殺そうとするが躊躇する。その隙にジュリエットがニックを殺そうとするが、トラブルが現れてジュリエットをクロスボウで射る。眼の前でジュリエットが死んだのを見たニックが衝撃を受けている時に、謎の集団が急に現れ、ニックは薬をかがされて意識を失う。

### シーズン5のあらすじ
母が殺されて首が箱に詰められていたことや、ジュリエットの死を見た後意識を失わされていたニックは混乱の中にいたが、トラブルがさらわれたことを思い出し、FBIのチャベス捜査官がさらったに違いないと思い至る。ハンクやモンローたちはニックを落ち着かせようとするが、ニックは皆の意見を聞かず一人突っ走る。そんな中、アダリンドが産気づき、息子ケリーが生まれる。
チャベス捜査官に導かれるままHWという組織のメンバーと会いに行ったニックだったが、ブラック・クロウと呼ばれるヴェッセン蜂起組織に待ち伏せされ、チャベスが死亡する。世界各地でブラック・クロウが台頭し、ヴェッセン評議会も壊滅する。
たくさんの厄災に遭った家を手放し、ニックはアダリンドと息子ケリーを連れて新しい隠れ家的な部屋に引っ越す。同居するうちにニックとアダリンドは愛し合うようになる。
ジュリエットは死んだものと思っていたニックたちだったが、ブラック・クロウの大群に襲われたニックたちの前に、別人となったジュリエットがイヴという名前になって現れて助けてくれたので、皆困惑する。強力な魔女であるイヴはHWでトラブルとマイズナーとともに、ブラック・クロウと戦っていた。
最初はブラック・クロウと戦っていたレナード警部だったが、ボナパルトらに市長候補に擁立され、権力を望むレナード警部は、ニックたちと敵対するようになる。ダイアナを取り戻したレナード警部は、ニックのもとに身を寄せるアダリンドを脅し、アダリンドはニックや子どもたちを守るため、ケリーを連れてニックの元を去ることになる。ダイアナは強大な力を持っており、邪魔者だと思ったレナードの愛人レイチェルを殺す。
モンローの元にドイツの叔父さんから連絡があり、ニックたちは貴重なグリムの本や武器などを手に入れるが、その際にグリム騎士の宝の鍵を3つも手に入れ、ニックはモンローと共にドイツの黒い森を訪れ、グリム騎士の宝をポートランドに持ち帰るが、入っていたのは木の棒だった。だがその棒は瀕死になったモンローの命を助けたため、驚異的な力を持つものだということが判明する。
ウー巡査はライカンスロープに変身するようになり、制御不能で人を殺すが、自分で能力をコントロールできるように努力する。
ブラック・クロウとボナパルト、レナード警部は、HWのポートランド支部に襲撃をかけ、マイズナーを殺す。ボナパルトと戦ったイヴは瀕死の重傷を追うが、木の棒の力で治癒に至る。その過程で発作を起こし、人間性を取り戻す。ブラック・クロウの集団に隠れ家か襲われ、ニックは何度も死ぬが、木の棒を持っていたため生き返る。ニックを殺そうとするボナパルトを、ダイアナに操られたレナード警部が殺す。

### シーズン6のあらすじ
ロザリーは三つ子を妊娠する。ニックは次期市長となったレナードに追い詰められるが、グリム騎士の宝である杖の破片によって救われる。ニックの策略で市長になることをあきらめたレナードは警部の職に留まり、死んだマイズナーの幻を見るようになる。ダイアナは奇妙なシンボルの絵を描く。イヴは鏡の向こうの異界から出てきた髑髏の男（破壊者）に襲われ、へクセンビーストの力で異界に乗り込む。ニックは杖の破片の力でイヴを追い、ヴェッセンが常にヴォーガしている原始的な異界に入る。仲間達は二人を取り戻すためにレナードに全てを打ち明け、協力を得る。悪魔がこの世界に到来し、ダイアナを花嫁とする予言があることがわかる。ニックとイヴは破壊者を殺そうとして危機に陥り、ダイアナがポータルを開けて二人を連れ戻すと、同時に破壊者もこちらの世界に入ってしまう。そこにトラブルが戻ってくる。破壊者はニックの愛する人のほとんどを殺した後、トラブルのみを生き返らせて見せ、杖の破片を渡せば全員を生き返らせるとニックに迫る。ニックは条件を呑み、破片を渡そうとするがケリーとマリーの幽霊が現れ、ニック、トラブルを加えた4人(トラブルには見えていなかったようだが、20年後のシーンではニックの息子のケリーが戦いのシーンを描写するイラストに2人を描いている）のグリムが破壊者を倒すと破片は杖に戻り、破壊者の死骸からポータルが開き、吸い込まれたニックは全員が生存していた時間まで戻る。全てはニックが杖に値するかどうかの試練であったことがわかる。
20年後、成長したダイアナとケリーは、モンローとロザリーの三つ子とともにグリムとしての役目を担っていることが明かされて物語は締めくくられる。

## 登場人物
#種族も参照。

### レギュラー・キャラクター
- ニック・ブルクハルト（ Nick Burkhardt ）[2]
  - 演 - デヴィッド・ジュントーリ / 日本語吹替 - 花輪英司[30]
  - ポートランド警察署殺人課の刑事で、グリム一族の末裔。マリー叔母さんがポートランドに訪ねてきたタイミングでグリムとしての能力が覚醒するが、ニックは30代だと見受けられるため、遅咲きである。叔母さんがガンと襲撃によって死に、グリムの能力についてやヴェッセン（魔物）について教えてもらうことが出来ず、事件を通して知り合ったブルットバッドのモンローに度々助言を求め、彼と親友になる。従来のグリムは平和的な種族でもヴェッセンというだけで一族郎党皆殺しにするような存在だったので魔物たちにひどく恐れられる存在だが、ニックは刑事という立場もあり、相手が魔物だというだけでは戦わずに歩み寄る姿勢を見せ、なるべくなら刑事として法に委ねる方針の特殊なグリムである。元来優秀な刑事で、正義感が強く確固とした意思を持つ。だが激しやすい性質もあり、しばしばフェラートのメンバーや暗殺者を私刑に処すこともある。叔母に託された鍵を狙う王家から常に命を狙われている。第1シーズン第16話で3年同棲してきた恋人のジュリエットに求婚するが、彼女に自身がグリムであることやヴェッセンについて話せず、隠し事をしていると判断されて求婚を断られる。第3シーズンでは、アダリンドの策略で一時的にグリム能力を失い、シーズン4で取り戻すが、アダリンドがニックの子を身ごもる結果を招く。第5シーズンではアダリンドと息子ケリーと共に暮らすが、"ブラッククロウ"に二人を奪われる。ファイナル・シーズンで二人を取り戻し、破壊者と呼ばれる悪魔のような存在から二人を守るために戦う。
  - グリムは能力が覚醒すると、普通の人間には見えない魔物の真の姿を見ることができ、強くて素早い魔物の攻撃に対応できるほどの身体能力を得るが、ニックは他に特別な能力も持ち合わせる。第2シーズン中盤で遭遇したジヌムルー・シュンテという魔物に一時的に失明させられたことにより、スーパー聴力を獲得し、さらに同シーズン最終話でクラシェイ・モーテルによって仮死状態のゾンビにされたことで、回復後、水中で長く息を止めていることができたり、首を絞められても長く窒息に至らないといったような特殊な能力を身につける。
- モンロー（ Monroe ）[2]
  - 演 - サイラス・ウィアー・ミッチェル / 日本語吹替 - 松本大[31]
  - ブルットバッド。本来ブルットバッドは凶暴だが、彼は平和的で飄々とした性格の持ち主。いわば「改心した悪い狼」のベジタリアンで、教会にも通う[8]。時計職人。グリムとして覚醒したが何も知らないニックに色々と助言したり、ヴェッセンが関わる事件の解決に手を貸すようになり、ニックの親友になる。ニックの恋人ジュリエットがニックの記憶をなくしてしまい、二人の関係が悪化した際には、ニックをしばらく同居させた。しかし、グリムを助けていることや、異種族のロザリーと結婚したことにより、他の魔物たちから嫌がらせを受けたり、第4シリーズ中盤では、そのかどでヴェッセンラインというカルト集団に磔で焼き殺されそうになる。ファイナルシーズンで妻のロザリーが三つ子を妊娠する。ニックはスーパー聴力を持つが特別鼻がきくわけではないため、モンローが優れた嗅覚を使ってニックを助けることが度々ある。ドイツ語が話せる。
- ハンク・グリフィン（ Hank Griffin ）[2]
  - 演 - ラッセル・ホーンズビー / 日本語吹替 - 志村知幸[32]
  - ポートランド署の刑事で、ニックのパートナー。二度の離婚歴がある。第1シーズンではニックの正体を知らされておらず、なぜか頻繁に発生する怪死事件などにニックとともに挑む。アダリンドの媚薬に惑わされ、瀕死の状態に陥る。第2シーズンにてニックがグリムであるなどの事情を知り、その後はニックをあらゆる面で支える。
- ジュリエット・シルヴァートン（ Juliette Silverton ）[2]
  - 演 - ビッツィー・トゥロック / 日本語吹替 - 長尾明希[33]
  - ニックの恋人で、獣医。ニックがグリムであることから家の中で度々襲われたり、誘拐されたりと頻繁に危険な目に遭う。現実主義であるため、ニックに不思議な力が覚醒したなど露にも思わず、ニックが何か隠し事をしているということだけ感じ、ニックに求婚されるが断る。第1シーズン最終話でニックの素性を知らされるが、ニックの気が変になったのだと思って怖がり、その直後にアダリンドの策謀で昏睡状態に陥る。王子であるレナード警部がキスをしたことで昏睡から目覚めるが、ニックについての記憶が抜け落ちており、呪いでレナード警部に執着することになり、ニックとの関係が悪化する。第2シーズン終盤でようやくニックについての記憶を取り戻し、グリムやヴェッセンについての真実を知ったことでニックとの関係を復活させる。第4シーズンでは、グリムの能力を失ったニックを助けるために使った魔術の副作用でヘクセンビーストになり、特殊な状況で魔女になったことで強力な魔力を持つようになって人間性を失い、ニックの子を身ごもったアダリンドに対して復讐心を燃やしアダリンドを付け狙う。王家に寝返ってニックの母の死を招き、ニックを殺そうとしてトラブルに殺される。第5シーズンでは、HWのマイズナーらに特殊な処置をされたことにより、ジュリエットとしての記憶を持ちながらも別人格イヴとして復活し、強力な魔力を使ってHWの一員としてブラック・クロウと戦う。7人のグリムが13世紀に隠した強大なパワーを持つ木の棒で、傷を治されたことによって人間性を取り戻し、ニックら仲間たちと良好な関係を取り戻す。スペイン語を流暢に話せる。
- ショーン・レナード警部（ Captain Sean Renard ）[2]
  - 演 - サッシャ・ロイズ / 日本語吹替 - 木下浩之[34]
  - ポートランド警察の警部で、ニックとハンクの上司。王家が狙う鍵を持つニックの叔母マリーの命を狙ったり、魔女のアダリンドにハンクを誘惑させたり、裏工作をしてグリムであるニックを手懐け、鍵を奪おうとする。一度はニックから鍵を奪うが、グリムの協力のほうが王家に対抗するには必要だと思い、鍵をニックに返す。王家の血筋で、ザウバービーストであることは、第2シーズン中盤までニックらに隠していた。グリムを味方につけるためという目的で、陰ながら密かにニックを助けている。ジュリエットを昏睡から覚ますため、キャサリン（後述）が調合した薬を飲み、キスをするが、その副作用でジュリエットに執着する。だがニックとの関係を悪化させたくないため、魔術でジュリエットへの執着を取り除く努力をする。アダリンドとの間に娘ダイアナをもうける。ニックをゾンビ化させて奪おうと仕掛けてきた兄弟エリック王子を暗殺させる。王族の手先だったFBI捜査官に撃たれて死ぬが母の魔力で蘇り、その副作用で切り裂きジャックの霊に取りつかれて連続殺人を犯す。ずっとレジスタンス側についていたのだが、第5シーズンでは"ブラッククロウ"によって市長に擁立されたことでニックらと敵対するようになる。ファイナルシーズンではニックを合法的に暗殺しようとするが、ニックの仲間たちに敗れて市長を辞退せざるを得なくなり、ニックらと休戦するに至る。ニックの元で暮らすアダリンドと共同親権でダイアナを育てる。フランス語、ラテン語、ロシア語が話せる。
- ドリュー・ウー巡査部長（ Sergeant Drew Wu ）[2][35]
  - 演 - レジー・リー / 日本語吹替 - 永田昌康[36]
  - ポートランド署の巡査部長。フィリピン出身[35]。非常に優秀な警官で、ニックやハンクが事件現場に到着する頃にはすでに予備調査を終えており、様々な手配をテキパキと行う。コンピュータに強く、パスワード解読などによって手がかりを掴むこともある。アダリンドがハンクに食べさせるために用意した媚薬入りクッキーを食べてしまい、その副作用でカーペットやコインなどを食べるようになり死にかける。第3シーズン中盤で、幼馴染がアスワングという恐ろしい形相の魔物に襲われ、それを見てしまったことでトラウマを抱え、精神病院に自主入院する。2件の殺人の容疑者だったトラブルを、ニックが匿っていると怪しんだウーは、ニックやハンクに不信感を感じるようになるが、第4シーズンでようやくニックがグリムであること、この世はヴェッセンだらけであることを知り、仲間になり、共にヴェッセンラインや王家と戦うようになる。第5シーズンではウイルスに感染し、激怒すると人狼のような存在であるライカンスロープに転化する。
- アダリンド・シェイド（ Adalind Schade ）[2]
  - 演 - クレア・コフィー（英語版） / 日本語吹替 - 志田有彩[37]
  - 第1シーズンでは準レギュラー。第2シーズン以降ではレギュラー。
  - ヘクセンビーストの美人弁護士。ニックが最初に目撃した魔物。レナード警部の指示で、入院中のマリーを殺そうとしたり、ハンクを媚薬で誘惑して、ハンクの命か鍵を渡すか、ニックに選択を迫るが、ニックと戦いグリムの血のせいで魔力を失いヘクセンビーストでなくなる。魔力を奪われた復讐として、ジュリエットを昏睡させ、レナード警部とジュリエットが執着し合うように仕向け、ジュリエットがニックの記憶を失うよう画策する。ジュリエットへの思いを断ち切りたいレナード警部と一夜を共にしたことで、王族の血を継ぐ子どもを妊娠し、妊娠中に汚濁の儀式という大変な儀式をこなして魔力を取り戻す。娘を盗まれるが、娘は王家の元にいると思ったアダリンドは、王子の命令に従い、ジュリエットに化けてニックと寝てグリムの能力を奪う。この時ニックの子を身ごもり、強力なヘクセンビーストになったジュリエットの復讐を恐れ、ニックの庇護を求める。息子ケリーを出産してニックのもとに身を寄せている間に、ニックを愛するようになるが、市長選に出て家族をアピールしたいブラック・クロウ側のレナード警部たちに脅され、ニックを守るために仕方なくケリーを連れてニックの元を去る。レナード警部がニックたちに負けて市長になることを諦めた後は、ニックの元へ戻り、レナード警部と共同親権で娘ダイアナを育てる。フランス語とドイツ語が話せる。
- ロザリー・カルヴァート（ Rosalee Calvert ）[1]
  - 演 - ブリー・ターナー/ 日本語吹替 - 村井かずさ[38]
  - 第1シーズンでは準レギュラー。第2シーズン以降ではレギュラー。
  - フクスバウ。スパイスショップを経営していた兄が殺された後、店を引き継いだ。魔物社会に詳しく、解毒剤を調合したり問題解決のヒントを見つけ出すなど、ニックとモンローに協力する。数年前までドラックに溺れていたため、ギャングなどにも詳しい。種族の壁を越えてモンローの恋人になり、第4シーズンで結婚し、モンローと深く愛し合う。第5シーズンでは三つ子を妊娠する。

### 準レギュラー・キャラクター
- ドクター・ハーパー（ Dr. Harper ）[1]
  - 演 - シャロン・サックス[39]
  - ポートランド署の検死官。経験豊富で怪死事件に慣れているためか、たいていのことには動じない。魔物は死ぬとたいてい普通の人間と見分けが付かなくなるため、魔物の存在には気付いていない。
- バド（ Bud Wurstner ）[1]
  - 演 - ダニー・ブルーノ（英語版）  / 日本語吹替 - 後藤 ヒロキ
  - アイスビーバー。ニックとジュリエットの家の冷蔵庫を修理しに来た際にニックと知り合う。ニックがグリムだと気付いた途端、極度におびえる。しかし、殺されるわけではないと悟ると、翌日、大量の食べ物や工芸品を贈り届け、事情を知らないジュリエットを驚かせる。その後もしばらくはニックを畏怖していたが、何度か助け合ううちに、友人として信頼するようになる。
- マリー・ケスラー（ Marie Kessler ）[1]
  - 演 - ケイト・バートン（英語版） / 日本語吹替 - 加藤悦子
  - グリム。ニックのおばで、育ての親。ニックがまだ少年の頃に同じグリムであり自分よりも立場が危ういケリーから幼いニックを授かった。
  - グリムとしての使命と、グリム一族の遺産が詰まったトレーラーをニックに託し、ガンとリーパーの襲撃によってポートランドの病院で死亡する。
- エリック・レナード（ Eric Renard ）
  - 演 - ジェームズ・フレイン / 日本語吹替 - 青山穣
  - ショーン・レナード警部の兄（または弟）。ヨーロッパの某国の王子。第2シーズン第1話より登場。ショーンとは腹違いで仲が悪い。フランス語が母語のようだが、英語も流暢に話せる。グリムを奴隷化し鍵を奪うためにニックをゾンビ化させて連れ去ろうとしたことで、後にショーンに謀殺される。
- キャサリン・シェイド（ Catherine Schade ）
  - 演 - ジェシカ・タック / 日本語吹替 - 野沢由香里
  - ヘクセンビースト。アダリンドの母。アダリンド以上に冷徹で狡猾。レナード警部の愛人。第2シーズンでケリーに殺される。
- ケリー・ブルクハルト（ Kelly Burkhardt ）[1]
  - 演 - メアリー・エリザベス・マストラントニオ[3] / 日本語吹替 - 伊倉一恵
  - ニックの母。グリム。執拗にザキントスのコインを狙う者たちに命を狙われ、息子のニックに危険が及ぶと判断し、ヴェッセン達に名が知れていない姉妹のマリーにニックを預け、去って間もなくニックの父と事故で死亡したとされていた。第1シーズン終盤で、再びコインを狙う者たちがニックに近づいたため、ニックを助けるために現れ、実は生きていたということが発覚。ニックの父と共に死亡したのは友人であったと判明する。命を常に狙われているため18年間もの間ニックと離れていたので、再会した時には親子間でギクシャクしたが、最終的には理解し合う。ニックが魔物たちと親しくしていると知り、「とんでもない」という態度を見せる[3]。ショーンとアダリンドの娘ダイアナを守るために連れ去り、隠れ育てる。だが第4シーズンでヘクセンビーストになって人間性を失ったジュリエットに騙され、ケネス王子とフェラートに殺されてダイアナを王家に奪われる。ニックとアダリンドの間の息子は祖母にちなんでケリーと名付けられる。
- テレサ・"トラブル"・ルーベル（ Theresa Rubel ）
  - 演 - ジャクリーン・トボーニ / 日本語吹替 - 鷄冠井美智子[40]
  - 若い女性のグリム。自分が見えるものを説明しても誰にも信じてもらえないため、変人か気が違っていると思われ、施設をたらい回しにされたり精神病院に入院させられたりしていて、人間不信に陥っていたが、ポートランドに現れニックと知り合ったことで理解者を得てニックを助ける存在になる。姪のような存在としてニックとジュリエットの家に居候し、グリム能力を失ったニックを助ける。ニックが能力を取り戻した後は、グリムの息子ジョシュを助けるため一時ポートランドを離れるが、その間にHWの一員になり、そのことを隠してニックたちの元に戻って来る。ヘクセンビーストになりニックを殺害しようとするジュリエットをクロスボウで射る。その後、イヴ（元ジュリエット）と共にマイズナーの元で、ヴェッセンの世界支配を狙う組織"黒き鈎爪"と戦っていた。第5シーズンでブラック・クロウとの戦いで重症を負った状態でニックのもとに戻ってきて、マイズナーとニックを引き合わせる。HWのポートランド支局がマイズナー含めて全滅した後、他の支局で働くためポートランドを離れていたが、ファイナルシーズンでブラック・クロウを全滅させて戻って来る。破壊者という悪魔のような存在とグリムの一人として戦う。

生き別れで名も知らなかったがニックとは従兄弟のような関係であり、血も繋がっている

- エリザベス・ラッセルズ ( Elizabeth Lascelles )
  - 演 - ルイーズ・ロンバード
  - ヘクセンビースト。ショーン・レナード警部の母。一度死んだショーンをよみがえらせる。

ショーンを溺愛しており、その仲間であるニック達には友好的に接し、協力している。
- チャヴェス捜査官
  - 演 - エリザベス・ロドリゲス
  - ヴェッセンであるFBI捜査官。スタインアドラー。HWのメンバーで、貴重な戦力であるグリムであるトラブルを一員として迎え入れる。ニックをHWのメンバーと引き合わせようとするが、ブラック・クロウのメンバーに襲われて戦闘中に死亡する。
- マーティン・マイズナー
  - 演 - Damien Puckler
  - 最初はレジスタンスの一員で、レジスタンス側についたレナード警部の指示により、エリック王子を暗殺する。後には"ハドリアヌスの長城"の一員。一度に複数のヴェッセンと互角に渡り合える戦いの熟練者。アダリンドが出産する際手伝ったことにより、アダリンドの娘ダイアナと不思議な縁がある。
- コンラッド・ボナパルト
  - 演 - ショーン・トーブ
  - "黒き鈎爪"の幹部。ザウバービースト。非常に強い魔力を持っており、最強のヘクセンビーストとの念動力での戦いに勝つほどであった。アダリンドを拷問したためにダイアナに操られたレナード警部に後ろから剣で刺されて死亡。
- レイチェル・ウッド
  - 演 - Anne Leighton
  - "黒き鈎爪"の一員でレナードの市長選挙参謀となり、レナードと関係を持つがダイアナにショーンとアダリンドの仲に不要とされ殺される。

## 種族
グリム（ Grimm ）
グリム一族の血を受け継ぐ者たち。ヴェッセン（魔物）とは看做されていない。魔物が感情的になったり驚いたりした時に垣間見せる素顔を見ることができる。これにより正体を見破ることが出来るが同時にヴェッセンにもグリムだと気づかれてしまうデメリットもある。
代々、魔物退治に従事しており、その記録を残している。さまざまな魔物に対応した武器（剣・鎖鎌・クロスボウなど）・道具も代々受け継いでいる。ヴェッセン界では子供を躾けるためにグリムが悪者の童話や本を作っている。そのためか一般的に、魔物たちから怖れられている。また、グリムは強情で強い心を持っており、初めてヴォーガを見ても他の人ほどパニックに陥らない。持つ者すべてを翻弄する伝説のコインさえを持っても冷静さを失わないほど。そのため単独のグリムでもヴェッセンからしたら充分脅威になりうる。しかしグリムの子孫だからといって、その能力が顕現するとは限らず、どちらかというと女性に顕現しやすい。さらに生まれた時からグリムの能力があるわけではなく突然覚醒する
グリムの存在は非常に稀で、多くのヴェッセン達からは伝説と知られており恐れられている。通常はヴェッセンがグリムを見ても特に何の変化もないが、自身がヴォーガをするとグリムの目が闇のように黒い瞳になるらしい
リーパー（ Reaper 、 Grimm Reaper ）
グリムを殺すことを使命とする、死神的な存在。黒ずくめ（トレンチコートなどを着用）で、大鎌でグリムの首を斬り落とす。
現代の彼らはヴェッセンなどによるグリムの抹殺依頼などで活動する殺し屋のような存在。
ブルットバッド（ Blutbad ）
狼（人狼）に似た素顔を持つ。匂いに敏感で、強靭な体力・戦闘能力を有する。赤い色を見たり、満月の夜であったり、他のブルットバッドと戦わねばならない時などは凶暴になりやすい。コヨーテのように集団的な活動はあまりせず大体は一匹狼だが、同族同士の絆は大きい。
モンローのように、うまく人間界に溶け込んでいる者たちもいる。童話における「悪い狼」のモデル。
ヘクセンビースト（ Hexenbiest ）
魔女のような、銀髪で腐敗したような素顔を持つ。人間としての顔は美しく、誘惑や策略、そして魔法薬の調合・使用を得意とする。また、王族に仕えることが多い。狡猾・冷徹で、戦闘能力も割と高い。グリムの血を飲むとヘクセンビーストとしての能力を失い、普通の人間と変わらなくなる。
ザウバービースト （ Sauberes Biest )
人間の骸骨のような姿をしている魔物。ヘクセンビーストの男性版であり、能力はほとんどヘクセンビーストと一致しているはずだが、細かな描写はないため不明。
ショーン・レナードのような半分しか血が流れていないザウバービーストはハーフザウバービーストとされており、魔力が無いとは限らないが、物理的な攻撃を得意とする。ヴォーガした素顔は人間と骸骨の半半といった感じの容姿になる。
フクスバウ（ Fuchsbau ）
狐に似た素顔を持つ。狡賢く、盗みが得意な種族で、非合法な取引も行う（ロザリーは例外）。
アイスビーバー（ Eisbiber ）
ビーバーに似た素顔を持つ。内気で温厚な種族で、やや臆病なところもある。何でも仲間内の投票で決める民主主義者である。修理・料理・工芸などが得意。

## 製作

### 企画
まず、Hazy Mills Productions（ショーン・ヘイズとトッド・ミリナーの会社）が「グリム兄弟にまつわる現代の物語」というアイデアをデヴィッド・グリーンウォルトとジム・カウフに持ち込んだ。そして、グリーンウォルトとカウフが「グリム兄弟は実はプロファイラーだった」「グリム童話は実話だった」という設定を作成した。

### 製作発表
2011年1月、NBCは『Grimm』という名の番組パイロットを発注したと発表した。パイロット版は、デヴィッド・グリーンウォルトとジム・カウフが脚本を共同執筆し、マーク・バックランドの監督によってオレゴン州ポートランドで撮影された。同5月、NBCは本作を新番組として正式採用したと発表した。

### 製作陣
製作総指揮はデヴィッド・グリーンウォルト、ジム・カウフ、ショーン・ヘイズ、トッド・ミリナーが務めている。製作会社は Universal Media Studios と Hazy Mills Productions である。

### キャスティング
最初にキャスティングが発表されたのは、主人公ニック役のデヴィッド・ジュントーリである。デヴィッド・グリーンウォルトによれば、ジュントーリには華があるだけでなく、苦悩するキャラクターをうまく演じるという。
続いて、サイラス・ウィアー・ミッチェルが「改心した悪い狼」ことモンローの役として発表された。ミッチェルはジム・カウフと以前に仕事をしたことがあり、「モンロー役は彼以外に有り得ない」という理由から、その採用は当初から決まっていた。
そして、ハンク役のラッセル・ホーンズビー、ジュリエット役のビッツィー・トゥロックの採用が発表された。グリーンウォルトはホーンズビーについて、深みのある演技ができるだけでなく、ジュントーリとのコンビに特別なものを感じたと述べている。
レジー・リーの場合、彼のためにわざわざウー巡査部長というキャラクターが作られた。当初のレギュラー・キャストのうち、最後に採用されたのがレナード警部役のサッシャ・ロイズである。
2012年4月、第1シーズンで合計4話ゲスト出演していたブリー・ターナー（ロザリー役）が、第2シーズンではレギュラー出演すると発表された。パイロット版を含み、アダリンド役で準レギュラー出演していたクレア・コフィーも、第2シーズンからレギュラーに昇格した。

### 撮影
撮影はポートランド都市圏、ワシントン公園およびフォーレスト公園で行われている。ポートランド地域には森や河川・滝を含む美しい景色が多く、霧が立ち込める森など、童話そのものや劇場映画のような雰囲気を出しやすいという。

### 放送開始
2011年9月30日、NBCは当初の予定より1か月遅らせ、本作をハロウィン間近の10月28日から放送開始すると発表した。同11月21日、フルシーズン22話の製作が発表された。

### 継続決定
2012年3月16日、NBCは本作が第2シーズンも継続されることを発表した。グリーンウォルトとカウフは、ポートランド地域は天候に関わらず童話の舞台として最適であり、都会と田園風景のバランスも完璧だという理由により、第2シーズンでも同地で撮影を続けると述べた。

## マーケティング

### アメリカ合衆国
第2シーズンの宣伝映像を、同じNBC系列によるロンドンオリンピック（2012年7月27日から8月12日まで開催）の中継枠で流し、通常のテレビ・シーズンよりも早い8月13日に放送を開始した。

### 日本

#### グリム童話ランキング
2013年、本作の日本での放送開始に際して、スーパー!ドラマTVが「日本人が好きなグリム童話」投票を行った。その結果は以下の通りである。
1. シンデレラ
2. ラプンツェル
3. 赤ずきん
4. ヘンゼルとグレーテル
5. ハーメルンの笛吹き男
6. 眠れる森の美女
7. ブレーメンの音楽隊
8. 白雪姫
9. 狼と七匹の子やぎ
10. ミツバチの女王（ドイツ語版）

#### ヒット予報
気象予報士・タレントで、刑事ドラマの出演経験もある石原良純が本作の”ヒット予報士”として、キャラクター解説などをウェブ動画で行っている。
- 第1回 - 2013年5月27日（月）配信開始。
- 第2回 - 2013年6月3日（月）配信開始。
- 第3回 - 2013年6月10日（月）配信開始。

## エピソード
| シーズン | シーズン | 話数 | 初回放送日     | 初回放送日    | DVD・Blu-ray 発売日 | DVD・Blu-ray 発売日 | DVD・Blu-ray 発売日 |
| シーズン | シーズン | 話数 | シーズン開始   | シーズン終了  | リージョン1         | リージョン2         | リージョン4         |
| -------- | -------- | ---- | -------------- | ------------- | ------------------- | ------------------- | ------------------- |
|          | 1        | 22   | 2011年10月28日 | 2012年5月18日 | 2012年8月7日        | 2012年10月22日      | 2013年5月2日        |
|          | 2        | 22   | 2012年8月13日  | 2013年5月21日 | 2013年9月17日       | 2013年10月28日      | 2014年2月13日       |
|          | 3        | 22   | 2013年10月25日 | 2014年5月16日 | 2014年9月16日       | 2014年10月20日      | 2015年4月30日       |
|          | 4        | 22   | 2014年10月24日 | 2015年5月15日 | 2015年9月29日       | 2015年10月19日      | 2016年5月5日        |
|          | 5        | 22   | 2015年10月30日 | 2016年5月20日 |                     |                     |                     |

### 第1シーズン
| 通 算 | No. | エピソード名 (邦題/原題)                  | 監督                   | 脚本 | アメリカ合衆国での 初回放送日 | 製作 番号 | 視聴者数 (万人単位) |
| --- | --- | ----------------------------------------- | ---------------------- | --- | ----------------------------- | --------- | ------------------- |
| 1 | 1   | "グリムの末裔" "Pilot"                    | マーク・バックランド   | Story by: スティーヴ・カーペンター, デヴィッド・グリーンウォルト & ジム・カウフ Teleplay by: デヴィッド・グリーンウォルト & ム・カウフ | 2011年10月28日                | 101       | 656                 |
| 冒頭のテロップ - "The wolf thought to himself, what a tender young creature. What a nice plump mouthful... - The Brothers Grimm, 1812"                                        |     |                                           |                        | |                               |           |                     |
| 2 | 2   | "通過儀礼" "Bears Will Be Bears"          | ノルベルト・バーバ     | デヴィッド・グリーンウォルト & ジム・カウフ                                                                                            | 2011年11月4日                 | 102       | 601                 |
| 冒頭のテロップ - "She looked in the window, and then peeped through the keyhole; seeing nobody in the house, she lifted the latch."                                           |     |                                           |                        | |                               |           |                     |
| 3 | 3   | "警告" "Beeware"                          | ダーネル・マーティン   | キャメロン・リトヴァック & サーニア・セント・ジョン                                                                                    | 2011年11月11日                | 103       | 518                 |
| 冒頭のテロップ - "She'll sting you one day. Oh so gently, so you hardly even feel it. 'Til you fall dead."                                                                    |     |                                           |                        | |                               |           |                     |
| 4 | 4   | "誘惑" "Lonelyhearts"                     | マイケル・ワックスマン | アラン・ディ・フィオーレ & ダン・E・フェスマン                                                                                         | 2011年11月18日                | 104       | 544                 |
| 冒頭のテロップ - "There she paused for a while thinking... but the temptation was so great that she could not conquer it."                                                    |     |                                           |                        | |                               |           |                     |
| 5 | 5   | "死の舞踏" "Danse Macabre"                | デヴィッド・ソロモン   | デヴィッド・グリーンウォルト & ジム・カウフ                                                                                            | 2011年12月8日                 | 105       | 409                 |
| 冒頭のテロップ - "Out they scampered from doors, windows and gutters, rats of every size, all after the piper."                                                               |     |                                           |                        | |                               |           |                     |
| 6 | 6   | "宿怨" "The Three Bad Wolves"             | クラーク・マシス       | ナーレン・シャンカール & サラ・ゴールドフィンガー                                                                                      | 2011年12月9日                 | 106       | 543                 |
| 冒頭のテロップ - "'Little pig, little pig, let me come in,' said the wolf to the pig. 'Not by the hair of my chinny chin chin,' said the pig to the wolf."                    |     |                                           |                        | |                               |           |                     |
| 7 | 7   | "森の中の少女" "Let Your Hair Down"       | ホリー・デイル         | サラ・ゴールドフィンガー & ナーレン・シャンカール                                                                                      | 2011年12月16日                | 107       | 516                 |
| 冒頭のテロップ - "The enchantress was so hard-hearted that she banished the poor girl to a wilderness where she had to live in a miserable, wretched state."                  |     |                                           |                        | |                               |           |                     |
| 8 | 8   | "復讐のゲーム" "Game Ogre"                | テレンス・オハラ       | キャメロン・リトヴァック & サーニア・セント・ジョン                                                                                    | 2012年1月13日                 | 108       | 465                 |
| 冒頭のテロップ - "Fee fi fo fum... I smell the blood of an Englishman." |     |                                           |                        | |                               |           |                     |
| 9 | 9   | "父親の影" "Of Mouse and Man"             | オマール・マダ         | アラン・ディ・フィオーレ & ダン・E・フェスマン                                                                                         | 2012年1月20日                 | 109       | 592                 |
| 冒頭のテロップ - "I am impelled not to squeak like a grateful and frightened mouse, but to roar...."                                                                          |     |                                           |                        | |                               |           |                     |
| 10 | 10  | "臓器ビジネス" "Organ Grinder"            | クラーク・マシス       | Akela Cooper & Spiro Skentzos | 2012年2月3日                  | 110       | 479                 |
| 冒頭のテロップ - "We shall see the crumbs of bread... and they will show us our way home again."                                                                              |     |                                           |                        | |                               |           |                     |
| 11 | 11  | "悲しき性" "Tarantella"                   | ピーター・ワーナー     | アラン・ディ・フィオーレ & ダン・E・フェスマン                                                                                         | 2012年2月10日                 | 111       | 530                 |
| 冒頭のテロップ - "Instantly, the priestess changed into a monstrous goblin-spider and the warrior found himself caught fast in her web."                                      |     |                                           |                        | |                               |           |                     |
| 12 | 12  | "闘技場" "Last Grimm Standing"            | マイケル・ワトキンス   | Story by: キャメロン・リトヴァック & サーニア・セント・ジョン Teleplay by: ナーレン・シャンカール & サラ・ゴールドフィンガー           | 2012年2月24日                 | 112       | 479                 |
| 冒頭のテロップ - "The beasts were loosed into the arena, and among them, a beast of huge bulk and ferocious aspect. Then the slave was cast in."                              |     |                                           |                        | |                               |           |                     |
| 13 | 13  | "3枚のコイン" "Three Coins in a Fuchsbau" | ノルベルト・バーバ     | デヴィッド・グリーンウォルト & ジム・カウフ                                                                                            | 2012年3月2日                  | 113       | 530                 |
| 冒頭のテロップ - "For me there are neither locks nor bolts, whatsoever I desire is mine."                                                                                     |     |                                           |                        | |                               |           |                     |
| 14 | 14  | "威厳ある死" "Plumed Serpent"             | スティーヴン・デポール | アラン・ディ・フィオーレ & ダン・E・フェスマン                                                                                         | 2012年3月9日                  | 114       | 505                 |
| 冒頭のテロップ - "Said the dragon, 'Many knights have left their lives here, I shall soon have an end for you, too,' and he breathed fire out of seven jaws."                 |     |                                           |                        | |                               |           |                     |
| 15 | 15  | "夢の島" "Island of Dreams"               | ロブ・ベイリー         | ジム・カウフ & デヴィッド・グリーンウォルト                                                                                            | 2012年3月30日                 | 115       | 415                 |
| 冒頭のテロップ - "Soon he was so in love with the witch's daughter that he could think of nothing else. He lived by the light of her eyes and gladly did whatever she asked." |     |                                           |                        | |                               |           |                     |
| 16 | 16  | "金の卵" "The Thing with Feathers"        | ダーネル・マーティン   | リチャード・ヘイテム | 2012年4月6日                  | 116       | 445                 |
| 冒頭のテロップ - "Sing my precious little golden bird, sing! I have hung my golden slipper around your neck."                                                                 |     |                                           |                        | |                               |           |                     |
| 17 | 17  | "恋の病" "Love Sick"                      | デヴィッド・ソロモン   | キャサリン・バターフィールド | 2012年4月13日                 | 117       | 496                 |
| 冒頭のテロップ - "Forgive me for the evil I have done you; my mother drove me to it; it was done against my will."                                                            |     |                                           |                        | |                               |           |                     |
| 18 | 18  | "レジスタンス" "Cat and Mouse"            | フェリックス・アルカラ | ホセ・モリーナ | 2012年4月20日                 | 118       | 456                 |
| 冒頭のテロップ - "'Perhaps some accident has befallen him,' said the king, and the next day he sent out two more huntsmen who were to search for him.'"                       |     |                                           |                        | |                               |           |                     |
| 19 | 19  | "目撃者" "Leave It to Beavers"            | ホリー・デイル         | ネヴィン・デンシャム | 2012年4月27日                 | 119       | 433                 |
| 冒頭のテロップ - "'Wait!' the troll said, jumping in front of him. 'This is my toll bridge. You have to pay a penny to cross.'"                                               |     |                                           |                        | |                               |           |                     |
| 20 | 20  | "幸せの余波" "Happily Ever Aftermath"     | テレンス・オハラ       | デヴィッド・グリーンウォルト & ジム・カウフ                                                                                            | 2012年5月4日                  | 120       | 473                 |
| 冒頭のテロップ - "And they lived happily ever after." |     |                                           |                        | |                               |           |                     |
| 21 | 21  | "セルフコントロール" "Big Feet"           | オマール・マダ         | Story by: アラン・ディ・フィオーレ & ダン・E・フェスマン Teleplay by: リチャード・ヘイテム                                             | 2012年5月11日                 | 121       | 445                 |
| 冒頭のテロップ - "He stripped off his skin and tossed it into the fire and he was in human form again."                                                                       |     |                                           |                        | |                               |           |                     |
| 22 | 22  | "黒服の女" "Woman in Black"               | ノルベルト・バーバ     | デヴィッド・グリーンウォルト & ジム・カウフ                                                                                            | 2012年5月18日                 | 122       | 510                 |
| 冒頭のテロップ - "It shall not be death, but a sleep of a hundred years, into which the princess shall fall."                                                                 |     |                                           |                        | |                               |           |                     |

### 第2シーズン
| 通 算 | No. | エピソード名 (邦題/原題)                              | 監督                     | 脚本                                                                            | アメリカ合衆国での 初回放送日 | 製作 番号 | 視聴者数 (万人単位) |
| --- | --- | ----------------------------------------------------- | ------------------------ | ------------------------------------------------------------------------------- | ----------------------------- | --------- | ------------------- |
| 23 | 1   | "新たなる刺客" "Bad Teeth"                            | ノルベルト・バーバ       | ジム・カウフ & デヴィッド・グリーンウォルト                                     | 2012年8月13日                 | 201       | 564                 |
| 冒頭のテロップ - "The blood-dimmed tide is loosed, and everywhere the ceremony of innocence is drowned." |     |                                                       |                          |                                                                                 |                               |           |                     |
| 24 | 2   | "くちづけ" "The Kiss"                                 | テレンス・オハラ         | ジム・カウフ & デヴィッド・グリーンウォルト                                     | 2012年8月20日                 | 202       | 490                 |
| 冒頭のテロップ - "If a man of pure heart were to fall in love with her, that would bring her back to life." |     |                                                       |                          |                                                                                 |                               |           |                     |
| 25 | 3   | "群れの掟" "Bad Moon Rising"                          | デヴィッド・ソロモン     | リチャード・ヘイテム                                                            | 2012年8月27日                 | 203       | 467                 |
| 冒頭のテロップ - "Then she began to weep bitterly, and said, 'What can a poor girl like me do now?" |     |                                                       |                          |                                                                                 |                               |           |                     |
| 26 | 4   | "感染" "Quill"                                        | デヴィッド・ストレイトン | デヴィッド・シムキンズ                                                          | 2012年9月3日                  | 204       | 462                 |
| 冒頭のテロップ - "Death stood behind him and said: 'Follow me, the hour of your departure from this world has come.'" |     |                                                       |                          |                                                                                 |                               |           |                     |
| 27 | 5   | "善き羊飼い" "The Good Shepherd"                      | スティーヴン・デポール   | ダン・E・フェスマン                                                             | 2012年9月28日                 | 205       | 532                 |
| 冒頭のテロップ - "Dressed in the skin, the wolf strolled into the pasture with the Sheep. Soon a little Lamb was following him about and was quickly led away to slaughter."                                                                                            |     |                                                       |                          |                                                                                 |                               |           |                     |
| 28 | 6   | "死を乗り越えて" "Over My Dead Body"                  | ロブ・ベイリー           | Spiro Skentzos                                                                  | 2012年10月5日                 | 206       | 529                 |
| 冒頭のテロップ - "Whilst he thus gazed before him, he saw a snake creep out of a corner of the vault and approach the dead body." |     |                                                       |                          |                                                                                 |                               |           |                     |
| 29 | 7   | "早熟" "The Bottle Imp"                               | ダーネル・マーティン     | アラン・ディ・フィオーレ                                                        | 2012年10月12日                | 207       | 501                 |
| 冒頭のテロップ - "Let me out, let me out,' the spirit cried. And the boy, thinking no evil, drew the cork out of the bottle." |     |                                                       |                          |                                                                                 |                               |           |                     |
| 30 | 8   | "別の顔" "The Other Side"                             | エリック・ラニューヴィル | ウィリアム・ビグロー                                                            | 2012年10月19日                | 208       | 503                 |
| 冒頭のテロップ - "I thought of making myself a beautiful marionette. It must be wonderful, one that can dance, fence and turn somersaults." |     |                                                       |                          |                                                                                 |                               |           |                     |
| 31 | 9   | "泣き女" "La Llorona"                                 | ホリー・デイル           | Akela Cooper                                                                    | 2012年10月26日                | 209       | 611                 |
| 冒頭のテロップ - "On many a dark night people would see her walking along the riverbank and crying for her children." |     |                                                       |                          |                                                                                 |                               |           |                     |
| 32 | 10  | "死の烙印" "The Hour of Death"                        | ピーター・ワーナー       | ショーン・カルダー                                                              | 2012年11月2日                 | 210       | 564                 |
| 冒頭のテロップ - "And branded upon the beast, the mark of his kin. For none shall live whom they have seen." - 劇中作品『Albträume für Wesen Kinder』（英訳：『Nightmares for Wesen Children』）より。                                                                  |     |                                                       |                          |                                                                                 |                               |           |                     |
| 33 | 11  | "再捜査" "To Protect and Serve Man"                   | オマール・マダ           | ダン・E・フェスマン                                                             | 2012年11月9日                 | 211       | 521                 |
| 冒頭のテロップ - "The beast was simply the Call of the Wild personified... which some natures hear to their own destruction." |     |                                                       |                          |                                                                                 |                               |           |                     |
| 34 | 12  | "魔女の逆襲" "Season of the Hexenbiest"               | カレン・ガヴィオラ       | Story by: ジム・カウフ Teleplay by: ジム・カウフ & デヴィッド・グリーンウォルト | 2012年11月16日                | 212       | 503                 |
| 冒頭のテロップ - "Oh! There is a terrible witch in that house who spewed her poison over me and scratched me with her long fingernails." |     |                                                       |                          |                                                                                 |                               |           |                     |
| 35 | 13  | "対決" "Face Off"                                     | テレンス・オハラ         | デヴィッド・グリーンウォルト & ジム・カウフ                                     | 2013年3月8日                  | 213       | 490                 |
| 冒頭のテロップ - "The will to conquer is the first condition of victory." |     |                                                       |                          |                                                                                 |                               |           |                     |
| 36 | 14  | "ナチュラル・ボーン・ヴェッセン" "Natural Born Wesen" | マイケル・ワトキンス     | トーマス・イアン・グリフィス & メアリー・ペイジ・ケラー                         | 2013年3月15日                 | 214       | 491                 |
| 冒頭のテロップ - "So the animals debated how they might drive the robbers out, and at last settled on an idea." |     |                                                       |                          |                                                                                 |                               |           |                     |
| 37 | 15  | "ミスター・サンドマン" "Mr. Sandman"                  | ノルベルト・バーバ       | アラン・ディ・フィオーレ                                                        | 2013年3月22日                 | 215       | 500                 |
| 冒頭のテロップ - "'Now we've got eyes — eyes — a beautiful pair of children's eyes', he whispered." |     |                                                       |                          |                                                                                 |                               |           |                     |
| 38 | 16  | "名前の謎" "Nameless"                                 | チャールズ・ヘイド       | Akela Cooper                                                                    | 2013年3月29日                 | 216       | 486                 |
| 冒頭のテロップ - "Then he seized his left foot with both hands in such a fury that he split in two." |     |                                                       |                          |                                                                                 |                               |           |                     |
| 39 | 17  | "一人の怒れるフクスバウ" "One Angry Fuchsbau"         | テレンス・オハラ         | リチャード・ヘイテム                                                            | 2013年4月5日                  | 217       | 513                 |
| 冒頭のテロップ - "He sang a sweet song in tones so full and soft that no human ear could resist them nor fathom their origin..." - ハンス・クリスチャン・アンデルセン作『The Garden of Paradise』をヒントにリチャード・ヘイテムが作ったフレーズで、実際の引用ではない。 |     |                                                       |                          |                                                                                 |                               |           |                     |
| 40 | 18  | "憤怒" "Volcanalis"                                   | デヴィッド・グロスマン   | ジム・カウフ & デヴィッド・グリーンウォルト                                     | 2013年4月26日                 | 218       | 485                 |
| 冒頭のテロップ - "The demon came home, and he declared that the air was not clear. 'I smell the flesh of man." |     |                                                       |                          |                                                                                 |                               |           |                     |
| 41 | 19  | "絶滅危惧種" "Endangered"                             | デヴィッド・ストレイトン | Spiro Skentzos                                                                  | 2013年4月30日                 | 219       | 577                 |
| 冒頭のテロップ - "They'll kill you, and I'll be here in the woods all alone and abandoned." |     |                                                       |                          |                                                                                 |                               |           |                     |
| 42 | 20  | "女神のキス" "Kiss of the Muse"                       | ターニャ・マキアナン     | ショーン・カルダー                                                              | 2013年5月7日                  | 220       | 567                 |
| 冒頭のテロップ - "Tell me O'Muse, from whatsoever source you may know them." |     |                                                       |                          |                                                                                 |                               |           |                     |
| 43 | 21  | "ウェイキング・デッド" "The Waking Dead"              | スティーヴン・デポール   | ジム・カウフ & デヴィッド・グリーンウォルト                                     | 2013年5月14日                 | 221       | 536                 |
| 冒頭のテロップ - "Papa Ghede is a handsom fellow in his hat and coat of black. Papa Ghede is going to the palace! He'll eat and drink when he gets back!" |     |                                                       |                          |                                                                                 |                               |           |                     |
| 44 | 22  | "おやすみ、愛しきグリム" "Goodnight, Sweet Grimm"     | ノルベルト・バーバ       | ジム・カウフ & デヴィッド・グリーンウォルト                                     | 2013年5月21日                 | 222       | 499                 |
| 冒頭のテロップ - "And flights of angels sing thee to thy rest." |     |                                                       |                          |                                                                                 |                               |           |                     |

### 第3シーズン
第3シーズン（全22話）は2013年10月25日から2014年5月16日まで放送された。
| 通 算 | No. | エピソード名 (邦題/原題)                               | 監督                                    | 脚本                                                                       | アメリカ合衆国での 初回放送日 | 製作 番号 | 視聴者数 (万人単位) |
| --- | --- | ------------------------------------------------------ | --------------------------------------- | -------------------------------------------------------------------------- | ----------------------------- | --------- | ------------------- |
| 45 | 1   | "アングレイトフル・デッド" "The Ungrateful Dead"       | ノルベルト・バーバ                      | ジム・カウフ & デヴィッド・グリーンウォルト                                | 2013年10月25日                | 301       | 615                 |
| 冒頭のテロップ - "But if I stand at the sick person's feet, he is mine."                                                                                         |     |                                                        |                                         |                                                                            |                               |           |                     |
| 46 | 2   | "PTZD" "PTZD"                                          | エリック・ラニューヴィル                | ジム・カウフ & デヴィッド・グリーンウォルト                                | 2013年11月1日                 | 302       | 496                 |
| 冒頭のテロップ - "It is not more surprising to be born twice than once; everything in nature is resurrection."                                                   |     |                                                        |                                         |                                                                            |                               |           |                     |
| 47 | 3   | "復讐の連鎖" "A Dish Best Served Cold"                 | カレン・ガヴィオラ                      | ロブ・ライト                                                               | 2013年11月8日                 | 303       | 488                 |
| 冒頭のテロップ - "Tis Death's Park, where he breeds life to feed him. Cries of pain are music for his banquet."                                                  |     |                                                        |                                         |                                                                            |                               |           |                     |
| 48 | 4   | "人魚姫" "One Night Stand"                             | スティーヴン・デポール                  | ショーン・コールダー (Sean Calder)                                         | 2013年11月15日                | 304       | 581                 |
| 冒頭のテロップ - "More and more she grew to love human beings and wished that she could leave the sea and live among them."                                      |     |                                                        |                                         |                                                                            |                               |           |                     |
| 49 | 5   | "エル・ククイ" "El Cucuy"                              | ジョン・ベーリング                      | マイケル・ゴラムコ                                                         | 2013年11月29日                | 305       | 573                 |
| 冒頭のテロップ - "Duérmete niño, duérmete ya... Que viene el Coco y te comerá. (Sleep child, sleep now... Or else the Bogeyman will come and eat you.)"          |     |                                                        |                                         |                                                                            |                               |           |                     |
| 50 | 6   | "悪霊払い" "Stories We Tell Our Young"                 | アーロン・リップスタッド                | Michael Duggan                                                             | 2013年12月6日                 | 306       | 632                 |
| 冒頭のテロップ - "We don't believe, we only fear." |     |                                                        |                                         |                                                                            |                               |           |                     |
| 51 | 7   | "デカピターレ" "Cold Blooded"                          | テレンス・オハラ                        | トーマス・イアン・グリフィス                                               | 2013年12月13日                | 307       | 488                 |
| 冒頭のテロップ - "But for the pit confounders, let them go, and find as little mercy as they show!"                                                              |     |                                                        |                                         |                                                                            |                               |           |                     |
| 52 | 8   | "クランプスの饗宴" "Twelve Days of Krampus"            | ターニャ・マキアナン                    | ダン・Ｅ・フェスマン                                                       | 2013年12月13日                | 308       | 488                 |
| 冒頭のテロップ - "O Christmas Tree, O Christmas Tree, How steadfast are your branches!"                                                                          |     |                                                        |                                         |                                                                            |                               |           |                     |
| 53 | 9   | "赤の脅威" "Red Menace"                                | アラン・クローカー                      | アラン・ディ・フィオーレ                                                   | 2014年1月3日                  | 309       | 568                 |
| 冒頭のテロップ - "To kill Koschei the Deathless, first you must find his soul, which is hidden in an egg, in a duck in a lead chest buried beneath an oak tree." |     |                                                        |                                         |                                                                            |                               |           |                     |
| 54 | 10  | "見守る眼差し" "Eyes of the Beholder"                  | ピーター・ワーナー                      | トーマス・イアン・グリフィス                                               | 2014年1月10日                 | 310       | 533                 |
| 冒頭のテロップ - "I am glad 'tis night, you do not look on me, for I am much ashamed of my exchange."                                                            |     |                                                        |                                         |                                                                            |                               |           |                     |
| 55 | 11  | "優秀な兵士" "The Good Soldier"                        | Rashaad Ernesto Green                   | ロブ・ライト                                                               | 2014年1月17日                 | 311       | 571                 |
| 冒頭のテロップ - "Eye for eye, tooth for tooth, hand for hand, foot for foot."                                                                                   |     |                                                        |                                         |                                                                            |                               |           |                     |
| 56 | 12  | "戦士狩り" "The Wild Hunt"                             | ロブ・ベイリー                          | ジム・カウフ & デヴィッド・グリーンウォルト                                | 2014年1月24日                 | 312       | 588                 |
| 冒頭のテロップ - "Come back in the evening, I'll have the door locked to keep out the wild huntsmen."                                                            |     |                                                        |                                         |                                                                            |                               |           |                     |
| 57 | 13  | "凶事の前触れ" "Revelation"                            | テレンス・オハラ                        | ジム・カウフ & デヴィッド・グリーンウォルト                                | 2014年2月28日                 | 313       | 532                 |
| 冒頭のテロップ - "Still, after a short time the family's distress again worsened, and there was no relief anywhere in sight."                                    |     |                                                        |                                         |                                                                            |                               |           |                     |
| 58 | 14  | "母の願い" "Mommy Dearest"                             | ノルベルト・バーバ                      | ブレナ・カウフ (Brenna Kouf)                                               | 2014年3月7日                  | 314       | 565                 |
| 冒頭のテロップ - "I am going off to a house and entering it like a snake... I will devour their babes and make their hearts ache."                               |     |                                                        |                                         |                                                                            |                               |           |                     |
| 59 | 15  | "古代の神々" "Once We Were Gods"                       | スティーヴン・デポール                  | アラン・ディ・フィオーレ                                                   | 2014年3月14日                 | 315       | 563                 |
| 冒頭のテロップ - "You shall not become corrupt, you shall not become putrid, you shall not become worms."                                                        |     |                                                        |                                         |                                                                            |                               |           |                     |
| 60 | 16  | "危険なカーニバル" "The Show Must Go On"               | ポール・A・カウフマン (Paul A. Kaufman) | Marc Gaffen & Kyle McVey                                                   | 2014年3月21日                 | 316       | 571                 |
| 冒頭のテロップ - "Under such conditions, whatever is evil in men's natures comes to the front."                                                                  |     |                                                        |                                         |                                                                            |                               |           |                     |
| 61 | 17  | "シンクロニシティ" "Synchronicity"                     | デヴィッド・ソロモン                    | 原案: Michael Duggan & マイケル・ゴラムコ 脚本: マイケル・ゴラムコ         | 2014年4月4日                  | 317       | 489                 |
| 冒頭のテロップ - "In all chaos there is a cosmos, in all disorder a secret order."                                                                               |     |                                                        |                                         |                                                                            |                               |           |                     |
| 62 | 18  | "犠牲の法則" "The Law of Sacrifice"                    | テレンス・オハラ                        | 原案: Michael Duggan & マイケル・ゴラムコ 脚本: Michael Duggan             | 2014年4月11日                 | 318       | 473                 |
| 冒頭のテロップ - "The Queen was terrified and offered the little man all the riches of the kingdom, if only he would leave the newborn child alone."             |     |                                                        |                                         |                                                                            |                               |           |                     |
| 63 | 19  | "トラブルメーカー" "Nobody Knows the Trubel I've Seen" | ノルベルト・バーバ                      | ジム・カウフ & デヴィッド・グリーンウォルト                                | 2014年4月25日                 | 319       | 439                 |
| 冒頭のテロップ - "Nobody knows the trouble I've seen, nobody knows my sorrow."                                                                                   |     |                                                        |                                         |                                                                            |                               |           |                     |
| 64 | 20  | "マイ・フェア・ヴェッセン" "My Fair Wesen"             | クラーク・マシス                        | 原案: トーマス・イアン・グリフィス & ロブ・ライト 脚本: ショーン・カルダー | 2014年5月2日                  | 320       | 493                 |
| 冒頭のテロップ - "No longer a dark, gray bird, ugly and disagreeable to look at, but a graceful and beautiful swan."                                             |     |                                                        |                                         |                                                                            |                               |           |                     |
| 65 | 21  | "受け継がれるもの" "The Inheritance"                   | エリック・ラニューヴィル                | ダン・Ｅ・フェスマン                                                       | 2014年5月9日                  | 321       | 478                 |
| 冒頭のテロップ - "'No,' said the King. I'd rather die than place you in such great danger as you must meet with in your journey."                                |     |                                                        |                                         |                                                                            |                               |           |                     |
| 66 | 22  | "ブロンドの罠" "Blonde Ambition"                       | ノルベルト・バーバ                      | ジム・カウフ & デヴィッド・グリーンウォルト                                | 2014年5月16日                 | 322       | 534                 |
| 冒頭のテロップ - "Turn back, turn back, thou pretty bride, within this house thou must not abide. For here do evil things betide."                               |     |                                                        |                                         |                                                                            |                               |           |                     |

### 第4シーズン
第4シーズンは2014年10月24日から2015年5月15日まで放送された。
| 通 算 | No. | エピソード名 (邦題/原題)                             | 監督                                    | 脚本                                                    | アメリカ合衆国での 初回放送日 | 製作 番号 | 視聴者数 (万人単位) |
| --- | --- | ---------------------------------------------------- | --------------------------------------- | ------------------------------------------------------- | ----------------------------- | --------- | ------------------- |
| 67 | 1   | "思い出に感謝" "Thanks for the Memories"             | ノルベルト・バーバ                      | デヴィッド・グリーンウォルト & ジム・カウフ             | 2014年10月24日                | 401       | 528                 |
| 冒頭のテロップ - "Knowledge is power." |     |                                                      |                                         |                                                         |                               |           |                     |
| 68 | 2   | "奪われた記憶" "Octopus Head"                        | テレンス・オハラ                        | デヴィッド・グリーンウォルト & ジム・カウフ             | 2014年10月31日                | 402       | 454                 |
| 冒頭のテロップ - "A man's real possession is his memory. In nothing else is he rich, In nothing else he is poor."                                                                                         |     |                                                      |                                         |                                                         |                               |           |                     |
| 69 | 3   | "ラストファイト" "The Last Fight"                    | ポール・A・カウフマン (Paul A. Kaufman) | トーマス・イアン・グリフィス                            | 2014年11月7日                 | 403       | 493                 |
| 冒頭のテロップ -' "Stars, hide your fires; let not light see my black and deep desires." |     |                                                      |                                         |                                                         |                               |           |                     |
| 70 | 4   | "祈りの力" "Dyin' on a Prayer"                       | ターニャ・マキアナン                    | ショーン・コールダー (Sean Calder)                      | 2014年11月14日                | 404       | 501                 |
| 冒頭のテロップ - "Oh, remember that you fashioned me out of clay! Will you then bring me down to dust?"                                                                                                   |     |                                                      |                                         |                                                         |                               |           |                     |
| 71 | 5   | "幻覚の果て" "Cry Luison"                            | エリック・ラニューヴィル                | マイケル・ゴラムコ                                      | 2014年11月21日                | 405       | 543                 |
| 冒頭のテロップ - "A liar will not be believed, even when he speaks the truth." |     |                                                      |                                         |                                                         |                               |           |                     |
| 72 | 6   | "破滅のハイウェイ" "Highway of Tears"                | ジョン・ベーリング                      | アラン・ディ・フィオーレ                                | 2014年11月28日                | 406       | 517                 |
| 冒頭のテロップ - "There is no mercy in you. You cut off the heads of men and women and these you wear as a garland around your neck."                                                                     |     |                                                      |                                         |                                                         |                               |           |                     |
| 73 | 7   | "盗まれたクリスマス" "The Grimm Who Stole Christmas" | ジョン・グレイ                          | ダン・E・フェスマン                                     | 2014年12月5日                 | 407       | 496                 |
| 冒頭のテロップ - "I have but to swallow this, and be for the rest of my days persecuted by a legion of goblins, all of my own creation. Humbug, I'll tell you; humbug!"                                   |     |                                                      |                                         |                                                         |                               |           |                     |
| 74 | 8   | "チュパカブラ" "Chupacabra"                          | アーロン・リップスタッド                | ブレナ・カウフ (Brenna Kouf)                            | 2014年12月12日                | 408       | 507                 |
| 冒頭のテロップ - "Cuide su rebaño, nunca deje su lado. Cuide su sangre, el Chupacabra tiene hambre." ("Take care of your flock, never leave their side. Watch your blood, for the chupacabra is hungry.") |     |                                                      |                                         |                                                         |                               |           |                     |
| 75 | 9   | "ヴェッセンライン" "Wesenrein"                       | ハネレ・カルペッパー                    | トーマス・イアン・グリフィス                            | 2015年1月16日                 | 409       | 462                 |
| 冒頭のテロップ - "He had them brought before the court, and a judgment was handed down." |     |                                                      |                                         |                                                         |                               |           |                     |
| 76 | 10  | "異端審問" "Tribunal"                                | ピーター・ワーナー                      | デヴィッド・グリーンウォルト & ジム・カウフ             | 2015年1月23日                 | 410       | 502                 |
| 冒頭のテロップ - "May the God of Vengeance now yield me His place to punish the wicked." |     |                                                      |                                         |                                                         |                               |           |                     |
| 77 | 11  | "幽霊屋敷" "Death Do Us Part"                        | コンスタンティン・マクリス              | ジェフ・ミラー (Jeff Miller)                            | 2015年1月30日                 | 411       | 485                 |
| 冒頭のテロップ - "He felt now that he was not simply close to her, but that he did not know where he ended and she began."                                                                                |     |                                                      |                                         |                                                         |                               |           |                     |
| 78 | 12  | "賞金稼ぎ" "Maréchaussée"                            | エリック・ラニューヴィル                | デヴィッド・グリーンウォルト & ジム・カウフ             | 2015年2月6日                  | 412       | 467                 |
| 冒頭のテロップ - "Everyone sees what you appear to be, few experience what you really are." |     |                                                      |                                         |                                                         |                               |           |                     |
| 79 | 13  | "灼熱の業火" "Trial by Fire"                         | ノルベルト・バーバ                      | ショーン・コールダー (Sean Calder)                      | 2015年2月13日                 | 413       | 486                 |
| 冒頭のテロップ - "And glory like the phoenix midst her fires, Exhales her odours, blazes, and expires."                                                                                                   |     |                                                      |                                         |                                                         |                               |           |                     |
| 80 | 14  | "幸運のお守り" "Bad Luck"                            | テレンス・オハラ                        | トーマス・イアン・グリフィス                            | 2015年3月20日                 | 414       | 478                 |
| 冒頭のテロップ - "No one is so thoroughly superstitious as the godless man." |     |                                                      |                                         |                                                         |                               |           |                     |
| 81 | 15  | "ダブルデート" "Double Date"                         | カレン・ガヴィオラ                      | ブレナ・カウフ (Brenna Kouf)                            | 2015年3月27日                 | 415       | 493                 |
| 冒頭のテロップ - "One could have called that shape a woman or a boy: for it seemed neither and seemed both."                                                                                              |     |                                                      |                                         |                                                         |                               |           |                     |
| 82 | 16  | "ハートブレイカー" "Heartbreaker"                    | ロブ・ベイリー                          | ダン・E・フェスマン                                     | 2015年4月3日                  | 416       | 451                 |
| 冒頭のテロップ - "How the silly frog does talk! He...can be no companion to any human being!" |     |                                                      |                                         |                                                         |                               |           |                     |
| 83 | 17  | "冬眠" "Hibernaculum"                                | ジョン・ベーリング                      | マイケル・ゴラムコ                                      | 2015年4月10日                 | 417       | 476                 |
| 冒頭のテロップ - "Ah! It was colder than ice; it penetrated to his very heart." |     |                                                      |                                         |                                                         |                               |           |                     |
| 84 | 18  | "守護精霊" "Mishipeshu"                              | オマール・マダ                          | アラン・ディ・フィオーレ                                | 2015年4月17日                 | 418       | 454                 |
| 冒頭のテロップ - "The Spirit you seek in the water is only a reflection of yourself." |     |                                                      |                                         |                                                         |                               |           |                     |
| 85 | 19  | "鉄のハンス" "Iron Hans"                             | セバスチャン・シルヴァ                  | デヴィッド・グリーンウォルト & ジム・カウフ             | 2015年4月24日                 | 419       | 466                 |
| 冒頭のテロップ - "He had killed man, the noblest game of all, and he had killed in the face of the law of club and fang."                                                                                 |     |                                                      |                                         |                                                         |                               |           |                     |
| 86 | 20  | "切り裂きジャック" "You Don't Know Jack"             | テレンス・オハラ                        | ショーン・コールダー (Sean Calder) & マイケル・ゴラムコ | 2015年5月1日                  | 420       | 422                 |
| 冒頭のテロップ - "Catch me when you can..." |     |                                                      |                                         |                                                         |                               |           |                     |
| 87 | 21  | "だまし討ち" "Headache"                              | ジム・カウフ                            | デヴィッド・グリーンウォルト & ジム・カウフ             | 2015年5月8日                  | 421       | 421                 |
| 冒頭のテロップ - "Stronger than lover's love is lover's hate. Incurable, in each the wounds they make."                                                                                                   |     |                                                      |                                         |                                                         |                               |           |                     |
| 88 | 22  | "愛憎の果てに" "Cry Havoc"                           | ノルベルト・バーバ                      | トーマス・イアン・グリフィス                            | 2015年5月15日                 | 422       | 474                 |
| 冒頭のテロップ - "O, from this time forth, my thoughts be bloody or be nothing worth." |     |                                                      |                                         |                                                         |                               |           |                     |

### 第5シーズン
第5シーズンは2015年10月30日から2016年5月20日まで放送された。
| 通 算 | No. | エピソード名 (邦題/原題)                                    | 監督                         | 脚本                                        | アメリカ合衆国での 初回放送日 | 製作 番号 | 視聴者数 (万人単位) |
| --- | --- | ----------------------------------------------------------- | ---------------------------- | ------------------------------------------- | ----------------------------- | --------- | ------------------- |
| 89 | 1   | "グリム･アイデンティティー" "The Grimm Identity"            | エリック・レイヌヴィル       | デヴィッド・グリーンウォルド & ジム・コウフ | 2015年10月30日                | 501       | 4.04                |
| 冒頭のテロップ: "It is not light that we need, but fire."                                                                             |     |                                                             |                              |                                             |                               |           |                     |
| 90 | 2   | "今そこにある危機" "Clear and Wesen Danger"                 | ノーベルト・バーバ           | トーマス・イアン・グリフィス                | 2015年11月6日                 | 502       | 3.78                |
| 冒頭のテロップ: "Cherish those who seek the truth but beware of those who find it."                                                   |     |                                                             |                              |                                             |                               |           |                     |
| 91 | 3   | "ロストボーイズ" "Lost Boys"                                | アーロン・リップシュタット   | ショーン・カルダー                          | 2015年11月13日                | 503       | 3.66                |
| 冒頭のテロップ: "I think I had a mother once."                                                                                        |     |                                                             |                              |                                             |                               |           |                     |
| 92 | 4   | "乙女の祈り" "Maiden Quest"                                 | ハネル・カルペッパー         | ブレナ・コウフ                              | 2015年11月20日                | 504       | 3.62                |
| 冒頭のテロップ: "After three days and nights, whoever tries and does not succeed shall be put to death." (『おどる12人のおひめさま』) |     |                                                             |                              |                                             |                               |           |                     |
| 93 | 5   | "ラット・キング" "The Rat King"                             | デヴィッド・ソロモン         | ジェフ・ミラー                              | 2015年12月4日                 | 505       | 3.69                |
| 冒頭のテロップ: "Rats! They fought the dogs, and killed the cats."                                                                    |     |                                                             |                              |                                             |                               |           |                     |
| 94 | 6   | "魔の夜" "Wesen Nacht"                                      | だーねる・マーティン         | デヴィッド・グリーンウォルト & ジム・コウフ | 2015年12月11日                | 506       | 3.64                |
| 冒頭のテロップ: "Awake, arise, or be forever fall'n."                                                                                 |     |                                                             |                              |                                             |                               |           |                     |
| 95 | 7   | "再会" "Eve of Destruction"                                 | ジョン・ベーリング           | トーマス・イアン・グリフィス                | 2016年1月29日                 | 507       | 3.81                |
| 冒頭のテロップ: "I have been bent and broken, but, I hope, into a better shape."                                                      |     |                                                             |                              |                                             |                               |           |                     |
| 96 | 8   | "ダイヤモンド湖の怪物" "A Reptile Dysfunction"              | デヴィッド・ストレイトン     | マイケル・ゴラムコ                          | 2016年2月5日                  | 508       | 4.42                |
| 冒頭のテロップ: "A sucker is born every minute."                                                                                      |     |                                                             |                              |                                             |                               |           |                     |
| 97 | 9   | "古代の儀式" "Star-Crossed"                                 | カルロス・アルヴィア         | ショーン・カルダー                          | 2016年2月12日                 | 509       | 4.19                |
| 冒頭のテロップ: "Only you shall not eat the blood; you shall pour it out on the earth like water."                                    |     |                                                             |                              |                                             |                               |           |                     |
| 98 | 10  | "七騎士の地図" "Map of the Seven Knights"                   | アーロン・リップシュタット   | ジム・カウフ                                | 2016年2月19日                 | 510       | 4.04                |
| 冒頭のテロップ: "History is the nightmare from which I am trying to awake."                                                           |     |                                                             |                              |                                             |                               |           |                     |
| 99 | 11  | "鍵の目印" "Key Move"                                       | エリック・レイヌヴィル       | トーマス・イアン・グリフィス                | 2016年3月4日                  | 511       | 4.26                |
| 冒頭のテロップ: "It is not down in any map; true places never are."                                                                   |     |                                                             |                              |                                             |                               |           |                     |
| 100 | 12  | "明かされたもの" "Into the Schwarzwald"                     | ノーベルト・バーバ           | デヴィッド・グリーンウォルト & ジム・コウフ | 2016年3月11日                 | 512       | 3.91                |
| 冒頭のテロップ: "What's past is prologue."                                                                                            |     |                                                             |                              |                                             |                               |           |                     |
| 101 | 13  | "男たちの沈黙" "Silence of the Slams"                       | デヴィッド・ストレイトン     | ブラナ・カウフ                              | 2016年3月18日                 | 513       | 4.20                |
| 冒頭のテロップ: "Give a man a mask and he will show his true face."                                                                   |     |                                                             |                              |                                             |                               |           |                     |
| 102 | 14  | "ライカンスロープ" "Lycanthropia"                           | リー・ローズ                 | ジェフ・ミラー                              | 2016年3月25日                 | 514       | 4.32                |
| 冒頭のテロップ: "The world is full of obvious things which nobody by chance ever observes."                                           |     |                                                             |                              |                                             |                               |           |                     |
| 103 | 15  | "美の秘訣" "Skin Deep"                                      | カレン・ガヴィオラ           | マイケル・ゴラムコ                          | 2016年4月1日                  | 515       | 4.05                |
| 冒頭のテロップ: "It is amazing how complete is the delusion that beauty is goodness."                                                 |     |                                                             |                              |                                             |                               |           |                     |
| 104 | 16  | "信じる者たち" "The Believer"                               | ジョン・ベーリング           | デヴィッド・グリーンウォルト & ジム・カウフ | 2016年4月8日                  | 516       | 4.25                |
| 冒頭のテロップ: "We are each our own devil, and we make this world our hell."                                                         |     |                                                             |                              |                                             |                               |           |                     |
| 105 | 17  | "イヌガミ" "Inugami"                                        | シャラット・ライウ           | カイル・マクヴェヴ                          | 2016年4月15日                 | 517       | 3.75                |
| 冒頭のテロップ: "Revenge is the act of passion; vengeance is an act of justice."                                                      |     |                                                             |                              |                                             |                               |           |                     |
| 106 | 18  | "善の神髄" "Good to the Bone"                               | ピーター・ワーナー           | マーティン・ワイス                          | 2016年4月22日                 | 518       | 3.89                |
| 冒頭のテロップ: "The evil that men do lives after them; the good is oft interred with their bones."                                   |     |                                                             |                              |                                             |                               |           |                     |
| 107 | 19  | "忍び寄る影" "The Taming of the Wu"                         | テレンス・オハラ             | ブレナ・カウフ                              | 2016年4月29日                 | 519       | 3.76                |
| 冒頭のテロップ: "Nothing is so painful to the human mind as a great and sudden change."                                               |     |                                                             |                              |                                             |                               |           |                     |
| 108 | 20  | "運命の夜" "Bad Night"                                      | ノーベルト・バーバ           | ショーン・カルダー                          | 2016年5月13日                 | 520       | 3.39                |
| 冒頭のテロップ: "We have to distrust each other. It is our only defense against betrayal."(カミノ・リアル)                            |     |                                                             |                              |                                             |                               |           |                     |
| 109 | 21  | "終わりの始まり (前編)" "The Beginning of the End"          | デヴィッド・グリーンウォルト | デヴィッド・グリーンウォルト & ジム・カウフ | 2016年5月20日                 | 521       | 4.03                |
| 冒頭のテロップ: "It is better to die on your feet than to live on your knees."                                                        |     |                                                             |                              |                                             |                               |           |                     |
| 110 | 22  | "終わりの始まり (後編)" "The Beginning of the End, Part II" | ノーベルト・バーバ           | トーマス・イアン・グリフィス                | 2016年5月20日                 | 522       | 4.03                |
| 冒頭のテロップ: "All the world is a will to power..."                                                                                 |     |                                                             |                              |                                             |                               |           |                     |

### 第6シーズン
第6シーズンは2017年1月6日から2017年3月3日まで放送された。
| 通算 話数 | シーズン 話数 | タイトル                                             | 監督                     | 脚本                                                          | 放送日        | 製作 番号 | U.S.視聴者数 (百万人) |
| --- | ------------- | ---------------------------------------------------- | ------------------------ | ------------------------------------------------------------- | ------------- | --------- | --------------------- |
| 111 | 1             | "逃亡者" "Fugitive"                                  | Aaron Lipstadt           | David Greenwalt & Jim Kouf                                    | 2017年1月6日  | 601       | 4.49                  |
| 冒頭のテロップ: "Maybe this world is another planet's hell."                                                             |               |                                                      |                          |                                                               |               |           |                       |
| 112 | 2             | "信頼の結び目" "Trust Me Knot"                       | John Gray                | David Greenwalt & Jim Kouf                                    | 2017年1月13日 | 602       | 4.24                  |
| 冒頭のテロップ: "Man is not what he thinks he is, he is what he hides."                                                  |               |                                                      |                          |                                                               |               |           |                       |
| 113 | 3             | "おお、警部！ 我が警部よ！" "Oh Captain, My Captain" | デヴィッド・ジュントーリ | トーマス・イアン・グリフィス                                  | 2017年1月20日 | 603       | 4.29                  |
| 冒頭のテロップ: "You will face yourself again in a moment of terror..."                                                  |               |                                                      |                          |                                                               |               |           |                       |
| 114 | 4             | "エル・クエグレ" "El Cuegle"                         | Carlos Avila             | Brenna Kouf                                                   | 2017年1月27日 | 604       | 4.28                  |
| 冒頭のテロップ: "Foretold our fate; but, by the god's decree, all heard, and none believed the prophecy."                |               |                                                      |                          |                                                               |               |           |                       |
| 115 | 5             | "七年目のうずき" "The Seven Year Itch"               | Lee Rose                 | Jeff Miller                                                   | 2017年2月3日  | 605       | 4.08                  |
| 冒頭のテロップ: "When something itches my dear sir, the natural tendency is to scratch."                                 |               |                                                      |                          |                                                               |               |           |                       |
| 116 | 6             | "ベッドで朝食を" "Breakfast in Bed"                  | Julie Herlocker          | Kyle McVey                                                    | 2017年2月10日 | 606       | 4.00                  |
| 冒頭のテロップ: "Sleep is good, death is better; but of course, the best thing would be to have never been born at all." |               |                                                      |                          |                                                               |               |           |                       |
| 117 | 7             | "ブラインド・ラブ" "Blind Love"                      | Aaron Lipstadt           | Sean Calder                                                   | 2017年2月17日 | 607       | 3.92                  |
| 冒頭のテロップ: "Love looks not with the eyes but with the mind, and therefore is winged Cupid painted blind."           |               |                                                      |                          |                                                               |               |           |                       |
| 118 | 8             | "命の日はまた昇る" "The Son Also Rises"              | Peter Werner             | Todd Milliner & Nick Peet                                     | 2017年2月24日 | 608       | 4.01                  |
| 冒頭のテロップ: "No man chooses evil because it is evil; he only mistakes it for happiness."                             |               |                                                      |                          |                                                               |               |           |                       |
| 119 | 9             | "ツリー・ピープル" "Tree People"                     | Jim Kouf                 | Brenna Kouf                                                   | 2017年3月3日  | 609       | 4.23                  |
| 冒頭のテロップ: "In the morning, glad I see my foe outstretched beneath the tree."                                       |               |                                                      |                          |                                                               |               |           |                       |
| 120 | 10            | "血の魔術" "Blood Magic"                             | Janice Cooke             | トーマス・イアン・グリフィス                                  | 2017年3月10日 | 610       | 3.95                  |
| 冒頭のテロップ: "Nothing, they say is more certain than death, and nothing more uncertain than the time of dying."       |               |                                                      |                          |                                                               |               |           |                       |
| 121 | 11            | "異界" "Where the Wild Things Were"                  | Terrence O'Hara          | Brenna Kouf                                                   | 2017年3月17日 | 611       | 3.96                  |
| 冒頭のテロップ: "Hell is empty, and all the devils are here."                                                            |               |                                                      |                          |                                                               |               |           |                       |
| 122 | 12            | "破壊者" "Zerstörer Shrugged"                        | Aaron Lipstadt           | Story by: David Greenwalt & Jim Kouf Teleplay by: Brenna Kouf | 2017年3月24日 | 612       | 4.14                  |
| 冒頭のテロップ: "You shall break them with a rod."                                                                       |               |                                                      |                          |                                                               |               |           |                       |
| 123 | 13            | "ジ・エンド" "The End"                               | David Greenwalt          | Jim Kouf & David Greenwalt                                    | 2017年3月31日 | 613       | 4.33                  |
| 冒頭のテロップ: "Thy rod and thy staff they comfort me."                                                                 |               |                                                      |                          |                                                               |               |           |                       |

### ウェビソード
※ウェブ配信のみ。

#### Bad Hair Day
| No. | タイトル                         | 配信開始日    |
| --- | -------------------------------- | ------------- |
| 1   | "A Sore Subject"                 | 2013年1月16日 |
| 2   | "A Helping Hand"                 | 2013年1月23日 |
| 3   | "Friendly Neighborhood Eisbiber" | 2013年1月30日 |
| 4   | "Late Night Crisis"              | 2013年2月6日  |

#### Meltdown
| No. | タイトル                       | 配信開始日     |
| --- | ------------------------------ | -------------- |
| 1   | "Deep Freeze"                  | 2013年10月4日  |
| 2   | "On Hands and Knees"           | 2013年10月11日 |
| 3   | "Tight Squeeze"                | 2013年10月18日 |
| 4   | "Dance with the Dammerzustand" | 2013年10月25日 |

## 反響と評価

### 評論
第1話は評価が分かれ、Metacriticでは100点満点中55点だった。『ハリウッド・リポーター』誌の Tim Goodman は「恐怖感とユーモアを併せ持ち、1話完結の事件ドラマに留まらないヒネリある作品に成り得る」と評した。『ニューヨーク・タイムズ』紙の  Mike Hale は「面白いジョークや本当に怖い演出も含まれているが、繰り返し見てみると芸術性やディテールへの配慮の方が印象に残る」と述べた。
『ロサンゼルス・タイムズ』紙の  Mary McNamara は、本作のパイロット版はそれなりに面白いが、その後がどうなるかは、各事件の仕組みの巧妙さや、子供時代の恐怖の対象だった悪の力が実在するという説得力を持たせられるかどうかにかかっていると述べた。一方、同時期に放送が始まった、やはり童話を題材とする『ワンス・アポン・ア・タイム』（ABC系列）は、そういった点をきちんと抑えていると評している。
PopMatters.com（en:PopMatters）の Daynah Burnett は、本作は童話のキャラクターや舞台の設定を文字通りに捉え過ぎであり、もっと実際の文化や視聴者の生活との関わりを持たせる描写を目指すべきだとして、10点満点中4点を与えた。
第2シーズンでは評価が上昇し、前述の Metacriticでは100点満点中73点（4件のレビューの平均）だった。『ロサンゼルス・タイムズ』紙の  Mary McNamara も第2シーズン第1話は宣伝以上の出来栄えだとし、「この番組を愛せないわけがない」と絶賛した。

### 視聴率・視聴者数
NBCによると、第3シーズン半ばの時点で、金曜放送のテレビドラマとしてはABC、CBS、NBC、Foxの4大ネットワークの中で18-49歳層の視聴率が最も高く、前シーズン比で平均17%上昇した。
| Season | 放送枠 (東部標準時) | 話数 | シーズン第1話の放送日 | シーズン第1話の放送日                     | シーズン最終話の放送日 | シーズン最終話の放送日                   | テレビ・シーズン | 順位 | 2歳以上視聴者数 (万人単位) |
| Season | 放送枠 (東部標準時) | 話数 | 日付                  | シーズン第1話の18-49歳視聴者数 (万人単位) | 日付                   | シーズン最終話の18-49視聴者数 (万人単位) | テレビ・シーズン | 順位 | 2歳以上視聴者数 (万人単位) |
| ------ | --- | ---- | --------------------- | ----------------------------------------- | ---------------------- | ---------------------------------------- | ---------------- | ---- | -------------------------- |
| 1      | 金曜 21：00 - 22:00 | 22   | 2011年10月28日        | 656                                       | 2012年5月18日          | 510                                      | 2011 – 2012年    | 89   | 635                        |
| 2      | 月曜 22:00 - 23:00 (2012年8月13日 - 9月3日) 金曜 21：00 - 22:00 (2012年9月28日 - 2013年4月26日) 火曜 22:00 - 23:00 (2013年4月30日 - 5月21日) | 22   | 2012年8月13日         | 564                                       | 2013年5月21日          | 499                                      | 2012 – 2013年    | 61   | 695                        |
| 3      | 金曜 21：00 - 22:00 | 22   | 2013年10月25日        | 615                                       | 2014年5月16日          | 534                                      | 2013 – 2014年    | 52   | 797                        |
| 4      | 金曜 21:00 - 22:00 (1-13) 金曜 20:00 - 21:00 (14-22)                                                                                         | 22   | 2014年10月24日        | 528                                       | 2015年5月15日          | 474                                      | 2014 – 2015年    | 65   | 698                        |
| 5      | 金曜 21:00 - 22:00 | 22   | 2015年10月30日        | 404                                       | 2016年5月20日          | 403                                      | 2015–16 年       | 76   | 597                        |
| 6      | 金曜 20:00 - 21:00 | 13   | 2017年1月6日          | 449                                       | 2017年3月31日          | 433                                      | 2016–17 年       | 70   | 607                        |

## 受賞・ノミネート
| 年   | 賞                                          | 部門                           | ノミネート作                                | 結果       |
| ---- | ------------------------------------------- | ------------------------------ | ------------------------------------------- | ---------- |
| 2012 | en:64th Primetime Creative Arts Emmy Awards | Outstanding Stunt Coordination | GRIMM/グリム (エピソード: "Woman in Black") | ノミネート |
| 2012 | 第39回ピープルズ・チョイス・アワード        | テレビドラマ賞                 | GRIMM/グリム                                | ノミネート |
| 2012 | 第38回サターン賞                            | ネットワークテレビシリーズ賞   | GRIMM/グリム                                | ノミネート |